# Reto Hanselmann
Reto Hanselmann (* 20. Juli 1981 in Zürich) ist ein Schweizer Event-Veranstalter. Er wurde vor allem durch seine alljährliche Halloween-Party «Hanselmann's Season of the Witch» bekannt. Von der Schweizer Illustrierten und anderen Medien wurde er als «It-Boy der Schweiz» betitelt. 

## Leben
Hanselmann wuchs in Zürich auf. Nach seiner schulischen Ausbildung absolvierte er eine Berufsausbildung zum Koch und Restaurantfachmann. Erste Bekanntheit erlangte er ab 2010 durch seine alljährliche Halloween-Party, die zu Beginn noch in seiner Villa in Zollikon stattfand. Seitdem ist er in den Medien und insbesondere in der Boulevardpresse präsent. Im Oktober 2014 widmete das Boulevardmagazin «glanz & gloria» von Schweizer Radio und Fernsehen (SRF) Hanselmann eine sechsteilige Wochenserie zur Vorbereitung auf «Hanselmann's Season of the Witch» im Zürcher Lokal «Kaufleuten».
Seit dem Jahr 2017 ist Hanselmann mit der wöchentlichen Kolumne «Hanselmann's Choice» jeden Freitag bei Radio Energy Zürich auf Sendung.
Im April 2018 spekulierte die deutsche und Schweizer Boulevardpresse über ein Verhältnis mit Helene Fischer, was Hanselmann jedoch dementierte.
Reto Hanselmann lebt seit April 2010 in eingetragener Partnerschaft mit dem deutschen Immobilieninvestor Torsten Mayer. 2018 feierten sie ihre Hochzeit auf Mallorca. Er ist Patenonkel beider Söhne der Schweizer Radio- und Fernsehmoderatoren Viola Tami und Roman Kilchsperger.

## Event-Reihen (Auswahl)
- seit 2010: Hanselmann's Season of the Witch
- seit 2015: Hanselmann's Wiesn
- seit 2017: Made in the 90s (Kaufleuten Zürich)

## Fernsehauftritte (Auswahl)
- 2013: Lifestyle (TeleZüri)
- 2014: glanz & gloria (6 Folgen, Wochenserie: Hanselmann's Season of the Witch) (SRF 1)
- 2017: akte 20.17 (Sat.1)
- 2020: Lifestyle (TeleZüri)